# オオカミは嘘をつく
『オオカミは嘘をつく』（原題：מי מפחד מהזאב הרע、英題：Big Bad Wolves）は、2013年のイスラエル映画。

## あらすじ
イスラエル国内で少女誘拐事件が発生し、刑事たちは強引な捜査で気弱そうな容疑者を拘束し、尋問を始めるも上司命令によって、容疑者は釈放。しかし、その直後に誘拐された少女の遺体が発見され、刑事は再び、容疑者を拘束するが、そこに誘拐された被害者少女の父親が現れる...

## スタッフ
- 監督：アハロン・ケシャレス、ナボット・パプシャド
- 脚本：アハロン・ケシャレス、ナボット・パプシャド
- 音楽：フランク・イルフマン
- 撮影：ジオラ・ビヤック
- 編集：アサフ・コルマン

## キャスト
- リオル・アシュケナージ
- ツァヒ・グラッド
- ロテム・ケイナン
- ドヴ・グリックマン